# Борковский, Владислав Иванович
Владислав Иванович Борковский — советский хозяйственный, государственный и политический деятель.

## Биография
Родился в 1943 году в городе Коркине. Член КПСС.
С 1957 года — на хозяйственной, общественной и политической работе. В 1957—2003 гг. — электрослесарь на разрезе № 1 треста «Коркиноуголь» комбината «Челябинскуголь», в рядах Советской Армии, помощник машиниста экскаватора, машинист экскаватора угольного разреза «Коркинский» Производственного объединения «Челябинскуголь» Министерства угольной промышленности СССР.
Указами Президиума Верховного Совета СССР от 5 марта 1976 года и от 2 марта 1981 года награждён орденами Трудовой Славы 3-й и 2-й степеней.
Указом Президиума Верховного Совета СССР от 18 октября 1984 года награждён орденом Трудовой Славы 1-й степени.
Делегат XXVII съезда КПСС.
Живёт в Коркине Челябинской области.